# 詹氏假鰓鱂
詹氏假鰓鱂，為輻鰭魚綱鯉齒目鰕鱂亞目鰕鱂科的其中一種，為熱帶淡水魚，分布於非洲坦尚尼亞東部魯烏河和魯菲吉河流域，為特有種，種名janpapi是為了紀念荷蘭水族學家Jan Pap，他於1975年首次發現該物種，本魚體延長，鱗面上帶有金屬光澤的粉藍色，鱗緣為紅褐色，背鰭、臀鰭淡黃色，臀鰭下方有橘色或黃色邊緣，體長可達4.5公分，棲息在池塘、沼澤底中層水域，生活習性不明，可作為觀賞魚。

## 擴展閱讀
維基物種上的相關：詹氏假鰓鱂
1. ↑  Nagy, B.; Watters, B. . The IUCN Red List of Threatened Species. 2019, 2019: e.T60368A47185381  [15 November 2021]. doi:10.2305/IUCN.UK.2019-3.RLTS.T60368A47185381.en .
2. ↑  Froese, R. & Pauly, D. (eds.) (2019). Nothobranchius janpapi. FishBase. Version 2019-04.
3. ↑  Christopher Scharpf; Kenneth J. Lazara. . The ETYFish Project Fish Name Etymology Database. Christopher Scharpf and Kenneth J. Lazara. 31 May 2019  [4 September 2019]. （原始内容存档于2024-04-02）.